# Золотонеодим
Зо̀лотонеоди́м — бинарное неорганическое соединение, интерметаллид
неодима и золота
с формулой AuNd,
кристаллы.

## Получение
- Сплавление стехиометрических количеств чистых веществ:

{\displaystyle {\mathsf {Nd+Au\ {\xrightarrow {1450^{o}C}}\ AuNd}}}

## Физические свойства
Золотонеодим образует кристаллы нескольких модификаций:
- α-AuNd, ромбическая сингония, пространственная группа P nma, параметры ячейки a = 0,732 нм, b = 0,461 нм, c = 0,589 нм, Z = 4, структура типа борида железа FeB, существует при температуре ниже 420÷530 °С;
- β-AuNd, ромбическая сингония, пространственная группа C mcm, параметры ячейки a = 0,384 нм, b = 1,107 нм, c = 0,470 нм, Z = 4, структура типа борида хрома CrB, существует в интервале температур 420÷1360 °С;
- γ-AuNd, кубическая сингония, пространственная группа P m3m, параметры ячейки a = 0,3659 нм, Z = 1, структура типа хлорида цезия CsCl, существует при температуре выше 1360 °С.

Соединение конгруэнтно плавится при температуре 1450 °C.